# Indolestes birmanus
Indolestes birmanus – gatunek ważki z rodziny pałątkowatych (Lestidae).